# Trapani Calcio 2013-2014
Questa voce raccoglie le informazioni riguardanti il Trapani Calcio nelle competizioni ufficiali della stagione 2013-2014.

## Stagione

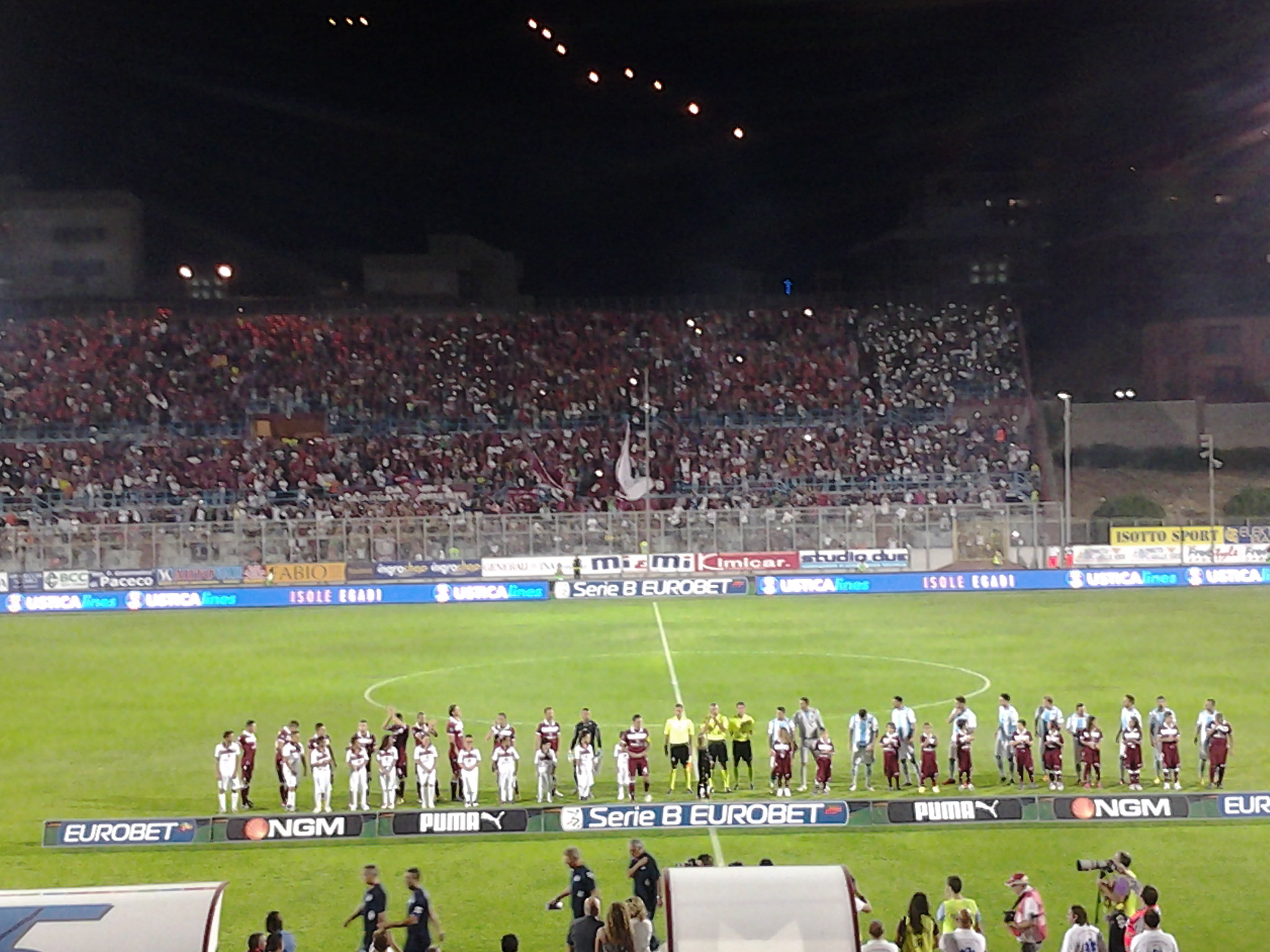
L'esordio casalingo del Trapani in serie B con il Pescara

Il campionato 2013-2014 del Trapani è il primo disputato in Serie B. La squadra del riconfermato Roberto Boscaglia affronta il ritiro estivo pre-stagionale a Tarvisio, in provincia di Udine, dal 15 luglio al 2 agosto. La seconda fase della preparazione si terrà a Salemi. Il 21 luglio il Trapani affronta nella prima amichevole stagionale la formazione austriaca del Raika Fürnitz, vincendo per 11-0. Un nuovo test per saggiare la condizione complessiva della squadra giovedì 28 luglio contro una rappresentativa slovena, lo Jesenice, vincendo per 14-0. A Tarvisio, sede del ritiro granata, domenica 28 luglio affronta il Monfalcone (neopromossa in serie D), vincendo per 3-2, mentre il 1º di agosto, al Romeo Menti di Vicenza, affronta i padroni di casa che vengono sconfitti per 2-0 con gol di Pirrone e Mancosu. Conclusa la prima parte della preparazione in Friuli, la squadra torna in Sicilia, a Salemi, dove completerà la preparazione pre-campionato. Mentre Richard Marcone e Andrea Feola vengono convocati dalla Rappresentativa B Italia di Massimo Piscedda, il Trapani affronta in amichevole ad Agrigento l'Akragas vincendo con il risultato di 3-0.
Il primo match ufficiale della stagione si disputa l'11 agosto al Provinciale per il secondo turno della Coppa Italia contro l'AlbinoLeffe, terminato per 3-0 a favore dei granata. Il turno successivo la vede impegnata con i parigrado del Padova sempre al Provinciale, uscendo vittoriosi per 1-0 con goal di Nizzetto al 68' e raggiungendo così lo storico traguardo del quarto turno di Coppa Italia che la vedrà avversaria in dicembre a Milano contro l'Inter.
A distanza di pochi giorni il Trapani e il Padova si incontrano nuovamente per la prima giornata di campionato questa volta in terra veneta per il suo esordio in Serie B. All'Euganeo la formazione granata riesce a imporsi per 2-0 con una doppietta di Mancosu. Il 2 settembre esordisce in davanti al proprio pubblico affrontando il Pescara incontrato più volte in passato in Serie C: la gara termina con un rocambolesco 2-2 con due autoreti pescaresi. Nella terza giornata il Trapani incontra l'Empoli allo stadio Castellani conquistando un ottimo pareggio per 1-1 con gol del nuovo acquisto granata Iunco.
Per la quarta giornata il Trapani affronta la Reggina incontrata in passato più volte nei campionati di terza serie con la prima sfida risalente al campionato 1932-1933, mentre nella prima e inedita di Serie B, al Provinciale, la partita termina per 4-0 in favore dei granata con doppietta di Đurić nel primo tempo, Pirrone e Mancosu a segno nella ripresa.
La quinta giornata fa segnare la fine dell'imbattibilità dei granata che durava da 22 giornate, al Braglia il Modena supera i siciliani per 3-1.
Il turno infrasettimanale della sesta giornata, dopo una combattuta partita, vede il Trapani sconfitto per 1-0 dal Cesena di Bisoli.
La gara successiva vede la formazione granata affrontare il Siena al Franchi con risultato finale di 2-1 per i bianconeri toscani, con la prima rete di Paolucci convalidata nonostante il pallone non fosse entrato in rete.
Dopo tre sconfitte consecutive, il Trapani impatta al Provinciale con il Latina per 1-1 con il quinto gol stagionale di Mancosu.
Per la nona giornata allo stadio Ossola di Varese la formazione granata chiude la partita sullo 0-0, il secondo pareggio consecutivo dopo le tre precedenti sconfitte consecutive.
Terzo pareggio consecutivo nella decima giornata al Provinciale tra i padroni di casa e lo Spezia, 1-1 il risultato finale.
Nella undicesima giornata il Trapani pareggia (il quarto di fila) con il Bari al Sant'Elia: 1-1 con il settimo gol stagionale di Mancosu.
Trapani inaspettatamente sconfitto in casa dal Carpi per 0-1 nella dodicesima giornata.
Alla Favorita di Palermo si gioca il primo "derby" nei campionati nazionali tra la squadra di casa e il Trapani, con rari precedenti soprattutto in Coppa Italia; l'incontro termina 3 a
0 in favore dei rosanero, risultato maturato negli ultimi minuti dell'incontro.
Nella quattordicesima giornata i granata tornano alla vittoria contro il Novara per 2-1 al Provinciale.
A Castellammare di Stabia il bomber Mancosu con due gol trascina il Trapani alla vittoria per 3-2 contro il fanalino di coda Juve Stabia.
A distanza di poco più di un anno si ripropone la sfida con il Lanciano al Provinciale terminata per 1-0 in favore dei granata con gol decisivo di Basso.
Al Meazza di Milano il Trapani viene sconfitto dall'Inter per 3-2 concludendo il loro cammino in Coppa Italia al quarto turno.
Dopo l'esaltante gara di Milano il Trapani affronta il Cittadella nella diciassettesima giornata pareggiando per 2-2.
Al Provinciale per la diciottesima giornata i granata affrontano l'Avellino pareggiando per 1-1.
Vittoria esterna al Liberati di Terni con i granata che espugnano il campo della Ternana per 2-0.
Seconda vittoria consecutiva ai danni del Crotone al provinciale dove il Trapani vince per 1-0.
Il girone di andata termina con un pareggio a Brescia maturato nei minuti di recupero con i granata che al Rigamonti rimontano fino al 3-3 che incorona Mancosu bomber della categoria con 14 reti.
Il girone di ritorno riparte con la partita serale del venerdì al Provinciale dove Il Trapani batte per 2-1 il Padova.
Nella seconda di ritorno il Trapani incontra il Pescara con cui aveva esordito nella cadetteria e contro ogni aspettativa ma non senza meritare, espugna l'Adriatico per 1-0, regalando così ai propri sostenitori una vittoria di prestigio contro una delle squadre più blasonate del torneo.
Nella ventiquattresima giornata il Trapani pareggia con la seconda in classifica Empoli per 0-0 in una partita vibrante e ricca di continui capovolgimenti di fronte; alla fine il pubblico tributera' un lungo applauso alle due squadre per lo spettacolo offerto in campo.
Secondo pareggio consecutivo nella venticinquesima giornata a Reggio Calabria dove la formazione granata avanti di un goal al 73', agganciato il terzo posto in classifica generale, viene raggiunta sul 1-1 a 3 minuti dalla fine a causa di uno svarione del portiere Nordi su una punizione dal limite cedendo il podio e scivolando al quinto posto. Nella successiva giornata, la ventiseiesima, la squadra granata affronta al Provinciale il Modena che si propone come la migliore squadra in termini di punti conquistati nelle prime quattro giornate del girone di ritorno e dopo una supremazia territoriale concretizzatasi al 9 minuto con la trasformazione di un rigore da parte di Basso, il raddoppio avviene nel secondo tempo su un'azione di contropiede fulminante che porta il bomber Mancosu in rete di testa su un perfetto cross del superlativo Basso. Con questa vittoria la squadra conquista il quarto posto in classifica alle spalle del Cesena che sara' la sua prossima avversaria.
La trasferta di Cesena contro la terza classificata si conclude con un pareggio per 2-2, partita segnata dal goal fantasma del cesenate Rodriguez.
Dopo quattordici risultati utili il Trapani si ferma in casa battuto dal Siena per 2-0.
Nell'ottava giornata di ritorno s'incontrano le "Matricole terribili" Latina e Trapani: in terra laziale i granata riescono ad avere la meglio vincendo per 1-0
Pari interno del Trapani, 1-1, con il Varese nella nona giornata di ritorno.
In terra ligure il Trapani riesce a strappare i tre punti allo Spezia vincendo per 1-0, ma incappa successivamente in quattro sconfitte consecutive con il redivivo Bari in casa (3-4), il Carpi in trasferta (3-2), nel derby casalingo con il Palermo (0-1) e nella trasferta di Novara (1-3).
La serie negativa s'interrompe con la vittoria sulla Juve Stabia per 3-1 decretandone la retrocessione.
Successivamente pareggia con la Virtus Lanciano per 2-2, perdere in casa con la Cittadella per 1-2 e pareggiare in extremis con l'Avellino per 3-3. Sempre in extremis vince con la Ternana per 2-1. Le ultime due partite vede la formazione granata fuori dal "giro" playoff, perdendo con il Crotone e il Brescia. Mancosu capocannoniere del campionato con 26 goal.

## Divise e sponsor
Il fornitore ufficiale di materiale tecnico per la stagione 2013-2014 è Macron, mentre lo sponsor di maglia è Ustica Lines.
| Casa | Trasferta | Terza maglia | Alt. casa | Alt. trasferta |

## Organigramma societario
Area direttiva
- Presidente: Vittorio Morace
- Direttore generale: Anne Marie Collart
- Vice Presidente: Fiammetta Morace
- Segretario generale: Marco Palmieri
- Responsabile Segreteria: Andrea Oddo

Area organizzativa
- Direttore sportivo: Daniele Faggiano
- Team manager: Donato Scibilia, Massimo Lo Monaco
- Magazziniere: Giacomo Mazzara

Area comunicazione
- Resp. comunicazione e Ufficio stampa: Cinzia Bizzi
- Ufficio stampa: Simona Licata, Giuseppe Favara
- Fotografo: Giovanni Pappalardo

Area tecnica
- Allenatore: Roberto Boscaglia
- Vice allenatore: Francesco Di Gaetano
- Responsabile tecn. Settore giovanile: Mariano Gabriele
- Preparatore atletico: Marco Nastasi
- Preparatore dei portieri: Antonello Brambilla

Area sanitaria
- Medico sociale: Giuseppe Mazzarella
- Massofisioterapista: Salvatore Scardina e Gianluca Chinnici

## Rosa
Rosa aggiornata al 14 febbraio 2014;
| N. |                      | Ruolo | Calciatore                 |
| -- | -------------------- | ----- | -------------------------- |
| 1  | Italia (bandiera)    | P     | Emanuele Nordi             |
| 2  | Italia (bandiera)    | C     | Desiderio Garufo           |
| 3  | Italia (bandiera)    | D     | Antonino Daì               |
| 4  | Italia (bandiera)    | D     | Luca Pagliarulo (capitano) |
| 5  | Argentina (bandiera) | C     | Fernando Horacio Spinelli  |
| 5  | Italia (bandiera)    | D     | Michele Ferri              |
| 6  | Italia (bandiera)    | C     | Giuseppe Pirrone           |
| 7  | Italia (bandiera)    | C     | Simone Basso               |
| 8  | Italia (bandiera)    | C     | Cristian Caccetta          |
| 9  | Italia (bandiera)    | A     | Giovanni Abate             |
| 10 | Italia (bandiera)    | A     | Giuseppe Madonia           |
| 10 | Italia (bandiera)    | A     | Andrea Raimondi            |
| 11 | Italia (bandiera)    | A     | Matteo Mancosu             |
| 12 | Romania (bandiera)   | P     | Richard Marcone            |
| 13 | Italia (bandiera)    | D     | Giusto Priola              |
| 14 | Italia (bandiera)    | C     | Maurizio Ciaramitaro       |
| 16 | Italia (bandiera)    | C     | Mario Pacilli              |

| N. |                                 | Ruolo | Calciatore          |
| -- | ------------------------------- | ----- | ------------------- |
| 17 | Italia (bandiera)               | A     | Diego Vettraino     |
| 18 | Bosnia ed Erzegovina (bandiera) | A     | Milan Đurić         |
| 18 | Francia (bandiera)              | A     | Abdallah Yaisien    |
| 19 | Italia (bandiera)               | D     | Daniele Martinelli  |
| 20 | Italia (bandiera)               | C     | Luca Nizzetto       |
| 21 | Italia (bandiera)               | C     | Andrea Feola        |
| 22 | Italia (bandiera)               | P     | Gaetano Dolenti     |
| 23 | Italia (bandiera)               | D     | Francesco Lo Bue    |
| 24 | Germania (bandiera)             | A     | Salvatore Gambino   |
| 25 | Italia (bandiera)               | C     | Giuseppe Vitale     |
| 25 | Italia (bandiera)               | A     | Antonino Pitasi     |
| 26 | Italia (bandiera)               | C     | Daniele Crimaldi    |
| 27 | Italia (bandiera)               | C     | Francesco Finocchio |
| 28 | Italia (bandiera)               | D     | Rocco D'Aiello      |
| 29 | Italia (bandiera)               | C     | Simone Rizzato      |
| 30 | Italia (bandiera)               | A     | Antimo Iunco        |
| 33 | Italia (bandiera)               | D     | Christian Terlizzi  |

## Calciomercato

### Sessione estiva(dall'1/7 al 2/9)
| Acquisti         | Acquisti             | Acquisti             | Acquisti                         |
| R.               | Nome                 | a                    | Modalità                         |
| ---------------- | -------------------- | -------------------- | -------------------------------- |
| D                | Simone Rizzato       | Reggina              | Definitivo                       |
| C                | Desiderio Garufo     | Nocerina             | Definitivo                       |
| C                | Luca Nizzetto        | Cremonese            | Definitivo                       |
| C                | Diego Vettraino      | Salernitana          | Definitivo                       |
| D                | Andrea Feola         | Selargius            | Definitivo                       |
| C                | Maurizio Ciaramitaro | svincolato           | Definitivo                       |
| C                | Daniele Martinelli   | L.R. Vicenza         | Prestito                         |
| C                | Francesco Finocchio  | Parma                | Prestito                         |
| P                | Richard Marcone      | L.R. Vicenza         | Prestito                         |
| A                | Milan Đurić          | Cesena               | Prestito con diritto di riscatto |
| A                | Antimo Iunco         | Chievo               | Definitivo                       |
| D                | Christian Terlizzi   | Pescara              | Definitivo                       |
| Altre operazioni |                      |                      |                                  |
| R.               | Nome                 | da                   | Modalità                         |
| D                | Giuseppe Mazzara     | Riviera Marmi        | Definitivo                       |
| A                | Pierantonio Sassano  | Aprilia              | Fine prestito                    |
| P                | Francesco Spezia     | Compr. Normanno      | Fine prestito                    |
| C                | Daniele Crimaldi     | Martina              | Fine prestito                    |
| C                | Giuseppe Vitale      | Licata               | Fine prestito                    |
| D                | Gaspare Paladino     | Licata               | Fine prestito                    |
| C                | Giuseppe Prestia     | Milazzo              | Fine prestito                    |
| C                | Dario Costa          | Atletico Campofranco | Fine prestito                    |
| D                | Manfredi Di Pasquale | Leonfortese          | Fine prestito                    |
| D                | Marco Alagna         | Folgore Selinunte    | Fine prestito                    |
| D                | Rosario Alongi       | Milazzo              | Fine prestito                    |
| D                | Daniele Ntim         | Riviera Marmi        | Fine prestito                    |
| C                | Paolo Orlando        | Licata               | Fine prestito                    |
| C                | Domenico Messina     | Mazara               | Fine prestito                    |
| P                | Fabrizio Alastra     | Palermo              | Prestito                         |
| A                | Sergio Cucchiara     | Palermo              | Prestito                         |
| C                | Luca Ficarrotta      | Casale               | Fine prestito                    |

| Cessioni         | Cessioni              | Cessioni      | Cessioni      |
| R.               | Nome                  | a             | Modalità      |
| ---------------- | --------------------- | ------------- | ------------- |
| D                | Giacomo Filippi       |               | Fine attività |
| D                | Massimo Lo Monaco     |               | Fine attività |
| D                | Giacomo Tedesco       | Serradifalco  | Svincolato    |
| P                | Davide Morello        |               | Svincolato    |
| C                | José Ignacio Castillo |               | Svincolato    |
| D                | Federico Rizzi        | Salernitana   | Svincolato    |
| C                | Carmine Giordano      | Cosenza       | Svincolato    |
| A                | Emilio Docente        | Forlì         | Svincolato    |
| A                | Alessandro Romeo      | Viareggio     | Prestito      |
| Altre operazioni |                       |               |               |
| R.               | Nome                  | da            | Modalità      |
| D                | Gaspare Paladino      | Akragas       | Prestito      |
| C                | Dario Costa           | Akragas       | Prestito      |
| D                | Marco Alagna          | Mazara        | Prestito      |
| A                | Davide Asta           | Palermo       | Prestito      |
| A                | Giuseppe D´Amico      | Palermo       | Prestito      |
| C                | Luca Ficarrotta       | Nocerina      | Prestito      |
| A                | Pierantonio Sassano   | Teramo        | Prestito      |
| D                | Manfredi Di Pasquale  | Riviera Marmi | Prestito      |

### Sessione invernale(dall'3/1 al 31/1)
| Acquisti         | Acquisti             | Acquisti        | Acquisti      |
| R.               | Nome                 | a               | Modalità      |
| ---------------- | -------------------- | --------------- | ------------- |
| A                | Andrea Raimondi      | Padova          | Definitivo    |
| C                | Marcello Mancosu     | Selargius       | Definitivo    |
| D                | Michele Ferri        | Svincolato      | Definitivo    |
| A                | Abdallah Yaisien     | Bologna         | Prestito      |
| Altre operazioni |                      |                 |               |
| R.               | Nome                 | da              | Modalità      |
| C                | Dario Costa          | Akragas         | Fine prestito |
| D                | Marco Alagna         | Mazara          | Fine prestito |
| D                | Francesco Di Venuto  | ASD Tiger Brolo | Fine prestito |
| D                | Manfredi Di Pasquale | Riviera Marmi   | Fine prestito |
| C                | Mirko Bonuso         | ASD Tiger Brolo | Fine prestito |
| P                | Giuseppe Bonvissuto  | Licata          | Fine prestito |

| Cessioni         | Cessioni                  | Cessioni      | Cessioni      |
| R.               | Nome                      | a             | Modalità      |
| ---------------- | ------------------------- | ------------- | ------------- |
| A                | Giuseppe Madonia          | Catanzaro     | Definitivo    |
| C                | Francesco Finocchio       | Parma         | Fine prestito |
| D                | Rocco D'Aiello            | Messina       | Definitivo    |
| A                | Diego Vettraino           | L'Aquila      | Prestito      |
| C                | Marcello Mancosu          | Pavia         | Prestito      |
| C                | Giuseppe Vitale           | Sorrento      | Prestito      |
| C                | Fernando Horacio Spinelli | Pavia         | Prestito      |
| C                | Daniele Crimaldi          | Ischia        | Prestito      |
| A                | Milan Đurić               | Parma         | Fine prestito |
| Altre operazioni |                           |               |               |
| R.               | Nome                      | da            | Modalità      |
| P                | Riccardo Ferrara          | Maceratese    | Prestito      |
| C                | Dario Costa               | Riviera Marmi | Prestito      |

## Risultati

### Serie B

#### Girone di andata
| Arbitro: | Di Bello (Brindisi) |

|  |           |                       |
|  | Marcatori | 64’, 90+4’ M. Mancosu |

| Arbitro: | Candussio (Cervignano del Friuli) |

|                                         |           |                      |
| Capuano 34’ (aut.) Bocchetti 69’ (aut.) | Marcatori | 9’ Ragusa 57’ Cutolo |

| Arbitro: | Merchiori (Ferrara) |

|             |           |           |
| D. Moro 16’ | Marcatori | 73’ Iunco |

| Arbitro: | Borriello (Mantova) |

|                                           |           |  |
| Đurić 20’, 41’ Pirrone 50’ M. Mancosu 63’ | Marcatori |  |

| Arbitro: | Roca (Foggia) |

|                                |           |           |
| Babacar 31’, 42’ Mazzarani 90’ | Marcatori | 57’ Đurić |

| Arbitro: | Maresca (Napoli) |

|  |           |           |
|  | Marcatori | 28’ Volta |

| Arbitro: | Ostinelli (Como) |

|                              |           |                       |
| Paolucci 23’ Giannetti 90+2’ | Marcatori | 44’ (rig.) M. Mancosu |

| Arbitro: | Cervellera (Taranto) |

|                |           |              |
| M. Mancosu 28’ | Marcatori | 29’ Jonathas |

| Varese 14 ottobre 2013, ore 15:00 CEST 9ª giornata | Varese          | 0 – 0 referto | Trapani | Stadio Franco Ossola (3 646 spett.)\| Arbitro: \| Pasqua (Tivoli) \| |
| Arbitro:                                           | Pasqua (Tivoli) |               |         |                                                                      |

| Arbitro: | Di Paolo (Avezzano) |

|                |           |                   |
| M. Mancosu 20’ | Marcatori | 54’ (rig.) Ebagua |

| Arbitro: | Manganiello (Pinerolo) |

|                     |           |                |
| Terlizzi 80’ (aut.) | Marcatori | 50’ M. Mancosu |

| Arbitro: | Bruno (Torino) |

|  |           |           |
|  | Marcatori | 57’ Lollo |

| Arbitro: | Baracani (Firenze) |

|                                        |           |  |
| Lafferty 52’ Barreto 87’ Belotti 90+3’ | Marcatori |  |

| Arbitro: | La Penna (Roma) |

|                          |           |            |
| M. Mancosu 60’ Basso 81’ | Marcatori | 31’ Rubino |

| Arbitro: | Gavillucci (Latina) |

|               |           |                                         |
| Sowe 33’, 67’ | Marcatori | 17’, 37’ (rig.) M. Mancosu 27’ Nizzetto |

| Arbitro: | Aureliano (Bologna) |

|           |           |  |
| Basso 68’ | Marcatori |  |

| Arbitro: | Manganiello (Pinerolo) |

|                            |           |                            |
| Di Roberto 65’, 81’ (rig.) | Marcatori | 26’ Rizzato 68’ M. Mancosu |

| Arbitro: | Roca (Foggia) |

|                |           |           |
| M. Mancosu 77’ | Marcatori | 76’ Arini |

| Arbitro: | Abbattista (Molfetta) |

|  |           |                               |
|  | Marcatori | 51’ M. Mancosu 90+3’ Nizzetto |

| Arbitro: | Pasqua (Tivoli) |

|          |           |  |
| Abate 7’ | Marcatori |  |

| Arbitro: | Minelli (Varese) |

|                                                            |           |                                              |
| And. Caracciolo 34’ (rig.) Budel 48’ Terlizzi 90+1’ (aut.) | Marcatori | 30’ M. Mancosu 59’ Nizzetto 90+4’ Pagliarulo |

#### Girone di ritorno
| Arbitro: | Ciampi (Roma) |

|                         |           |            |
| Basso 2’ M. Mancosu 17’ | Marcatori | 77’ Rocchi |

| Arbitro: | Fabbri (Ravenna) |

|  |           |             |
|  | Marcatori | 54’ Gambino |

| Erice 8 febbraio 2014, ore 15:00 CEST 24ª giornata | Trapani             | 0 – 0 referto | Empoli | Stadio Polisportivo Provinciale (6 587 spett.)\| Arbitro: \| Borriello (Mantova) \| |
| Arbitro:                                           | Borriello (Mantova) |               |        |                                                                                     |

| Arbitro: | Abbattista (Molfetta) |

|             |           |                |
| Barillà 87’ | Marcatori | 73’ M. Mancosu |

| Arbitro: | Ghersini (Genova) |

|                                |           |  |
| Basso 9’ (rig.) M. Mancosu 68’ | Marcatori |  |

| Arbitro: | Ostinelli (Como) |

|                    |           |                            |
| Rodriguez 69’, 80’ | Marcatori | 13’, 52’ (rig.) M. Mancosu |

| Arbitro: | Di Bello (Brindisi) |

|  |           |                   |
|  | Marcatori | 63’, 80’ Pulzetti |

| Arbitro: | Merchiori (Ferrara) |

|  |           |               |
|  | Marcatori | 90+2’ Pirrone |

| Arbitro: | Gavillucci (Latina) |

|             |           |                |
| Terlizzi 8’ | Marcatori | 42’ Bjelanovic |

| Arbitro: | Ciampi (Roma) |

|  |           |             |
|  | Marcatori | 35’ Pirrone |

| Arbitro: | Bruno (Torino) |

|                                         |           |                                                        |
| Iunco 6’ Ciaramitaro 11’ M. Mancosu 66’ | Marcatori | 23’ Romizi 26’ Galano 36’ (rig.) Polenta 41’ Calderoni |

| Arbitro: | Fabbri (Ravenna) |

|                                            |           |                            |
| Ardemagni 10’ Di Gaudio 68’ Memushaj 90+1’ | Marcatori | 20’ Pagliarulo 86’ Gambino |

| Arbitro: | Cervellera (Taranto) |

|  |           |              |
|  | Marcatori | 63’ Lafferty |

| Arbitro: | Gavillucci (Latina) |

|                                          |           |                |
| Carlalberto 3’ Manconi 24’ M. Rigoni 82’ | Marcatori | 90+3’ Nizzetto |

| Arbitro: | Minelli (Varese) |

|                                          |           |  |
| Basso 32’ M. Mancosu 72’ Ciaramitaro 89’ | Marcatori |  |

| Arbitro: | La Penna (Roma) |

|                        |           |                          |
| Piccolo 74’ Turchi 87’ | Marcatori | 22’ M. Mancosu 68’ Basso |

| Arbitro: | Candussio (Cervignano del Friuli) |

|                  |           |                         |
| Basso 12’ (rig.) | Marcatori | 28’ Djuric 56’ Paolucci |

| Arbitro: | Ghersini (Genova) |

|                                   |           |                                        |
| L. Castaldo 1’, 67’ Galabinov 45’ | Marcatori | 27’ (rig.), 90+1’ M. Mancosu 14’ Abate |

| Arbitro: | Pinzani (Empoli) |

|                          |           |          |
| Basso 34’ M. Mancosu 89’ | Marcatori | 47’ Nolè |

| Arbitro: | Di Paolo (Avezzano) |

|                                |           |                |
| Bernardeschi 40’ Pettinari 52’ | Marcatori | 31’ M. Mancosu |

| Arbitro: | Bruno (Torino) |

|  |           |            |
|  | Marcatori | 46’ Corvia |

### Coppa Italia
| Arbitro: | Saia (Palermo) |

|                                        |           |  |
| M. Mancosu 43’ (rig.), 53’ Madonia 71’ | Marcatori |  |

| Arbitro: | Doveri (Roma) |

|              |           |  |
| Nizzetto 68’ | Marcatori |  |

| Arbitro: | Pinzani (Empoli) |

|                                                  |           |                          |
| Marcone 4’ (aut.) Belfodil 40’ Taïder 44’ (rig.) | Marcatori | 54’ Caccetta 90’ Madonia |

## Statistiche
aggiornate al 14 maggio 2014

### Andamento in campionato
| Giornata  | 1 | 2 | 3 | 4 | 5 | 6 | 7 | 8  | 9  | 10 | 11 | 12 | 13 | 14 | 15 | 16 | 17 | 18 | 19 | 20 | 21 | 22 | 23 | 24 | 25 | 26 | 27 | 28 | 29 | 30 | 31 | 32 | 33 | 34 | 35 | 36 | 37 | 38 | 39 | 40 | 41 | 42 |
| --------- | - | - | - | - | - | - | - | -- | -- | -- | -- | -- | -- | -- | -- | -- | -- | -- | -- | -- | -- | -- | -- | -- | -- | -- | -- | -- | -- | -- | -- | -- | -- | -- | -- | -- | -- | -- | -- | -- | -- | -- |
| Luogo     | T | C | T | C | T | C | T | C  | T  | C  | T  | C  | T  | C  | T  | C  | T  | C  | T  | C  | T  | C  | T  | C  | T  | C  | T  | C  | T  | C  | T  | C  | T  | C  | T  | C  | T  | C  | T  | C  | T  | C  |
| Risultato | V | N | N | V | P | P | P | N  | N  | N  | N  | P  | P  | V  | V  | V  | N  | N  | V  | V  | N  | V  | V  | N  | N  | V  | N  | P  | V  | N  | V  | P  | P  | P  | P  | V  | N  | P  | N  | V  | P  | P  |
| Posizione | 1 | 2 | 3 | 2 | 4 | 6 | 9 | 10 | 11 | 11 | 11 | 13 | 15 | 13 | 11 | 10 | 11 | 12 | 11 | 9  | 9  | 7  | 5  | 5  | 6  | 4  | 5  | 7  | 5  | 4  | 3  | 6  | 6  | 7  | 10 | 8  | 9  | 11 | 12 | 11 | 12 | 14 |

Legenda:

Luogo: C = Casa; T = Trasferta. Risultato: V = Vittoria; N = Pareggio; P = Sconfitta.

### Statistiche di squadra
| Competizione | Punti | In casa | In casa | In casa | In casa | In casa | In casa | In trasferta | In trasferta | In trasferta | In trasferta | In trasferta | In trasferta | Totale | Totale | Totale | Totale | Totale | Totale | DR |
| Competizione | Punti | G       | V       | N       | P       | Gf      | Gs      | G            | V            | N            | P            | Gf           | Gs           | G      | V      | N      | P      | Gf     | Gs     | DR |
| ------------ | ----- | ------- | ------- | ------- | ------- | ------- | ------- | ------------ | ------------ | ------------ | ------------ | ------------ | ------------ | ------ | ------ | ------ | ------ | ------ | ------ | -- |
| Serie B      | 57    | 21      | 8       | 6       | 7       | 28      | 22      | 21           | 6            | 9            | 6            | 30           | 32           | 42     | 14     | 15     | 13     | 58     | 54     | +4 |
| Coppa Italia | -     | 2       | 2       | 0       | 0       | 4       | 0       | 1            | 0            | 0            | 1            | 2            | 3            | 3      | 2      | 0      | 1      | 6      | 3      | +3 |
| Totale       | -     | 23      | 10      | 6       | 7       | 32      | 22      | 22           | 6            | 9            | 7            | 32           | 35           | 45     | 16     | 15     | 14     | 64     | 57     | +7 |

### Statistiche dei giocatori
- Sono in corsivo i calciatori che hanno lasciato la società a stagione in corso.
- aggiornato al 4 luglio 2014

| Giocatore           | Serie B  | Serie B | Serie B     | Serie B    | Coppa Italia | Coppa Italia | Coppa Italia | Coppa Italia | Totale   | Totale | Totale      | Totale     |
| Giocatore           | Presenze | Reti    | Ammonizioni | Espulsioni | Presenze     | Reti         | Ammonizioni  | Espulsioni   | Presenze | Reti   | Ammonizioni | Espulsioni |
| ------------------- | -------- | ------- | ----------- | ---------- | ------------ | ------------ | ------------ | ------------ | -------- | ------ | ----------- | ---------- |
| E. Nordi            | 39       | -49     | 4           | 0          | 2            | 0            | 0            | 0            | 41       | -49    | 4           | 0          |
| D. Garufo           | 36       | 0       | 5           | 0          | 2            | 0            | 0            | 0            | 38       | 0      | 5           | 0          |
| A. Daì              | 7        | 0       | 1           | 0          | 1            | 0            | 0            | 0            | 8        | 0      | 1           | 0          |
| L. Pagliarulo       | 37       | 2       | 9           | 1          | 1            | 0            | 1            | 0            | 38       | 2      | 10          | 1          |
| F. Horacio Spinelli | 0        | 0       | 0           | 0          | 0            | 0            | 0            | 0            | 0        | 0      | 0           | 0          |
| G. Pirrone          | 36       | 3       | 13          | 0          | 1            | 0            | 0            | 0            | 37       | 3      | 13          | 0          |
| S. Basso            | 27       | 8       | 6           | 0          | 1            | 0            | 0            | 0            | 28       | 8      | 6           | 0          |
| C. Caccetta         | 27       | 0       | 6           | 0          | 3            | 1            | 1            | 0            | 30       | 1      | 7           | 0          |
| G. Abate            | 24       | 2       | 3           | 0          | 3            | 0            | 0            | 0            | 27       | 2      | 3           | 0          |
| G. Madonia          | 6        | 0       | 0           | 0          | 3            | 2            | 0            | 0            | 9        | 2      | 0           | 0          |
| M. Mancosu          | 40       | 26      | 7           | 0          | 3            | 2            | 1            | 0            | 43       | 28     | 8           | 0          |
| R. Marcone          | 3        | -4      | 0           | 0          | 1            | -3           | 0            | 0            | 4        | -7     | 0           | 0          |
| G. Priola           | 6        | 0       | 0           | 0          | 2            | 0            | 0            | 0            | 8        | 0      | 0           | 0          |
| M. Ciaramitaro      | 31       | 2       | 8           | 1          | 3            | 0            | 0            | 0            | 34       | 2      | 8           | 1          |
| A. Romeo            | 0        | 0       | 0           | 0          | 0            | 0            | 0            | 0            | 0        | 0      | 0           | 0          |
| M. Pacilli          | 21       | 0       | 2           | 1          | 1            | 0            | 0            | 0            | 22       | 0      | 2           | 1          |
| D. Vettraino        | 2        | 0       | 0           | 0          | 0            | 0            | 0            | 0            | 2        | 0      | 0           | 0          |
| M. Đurić            | 13       | 3       | 0           | 1          | 2            | 0            | 0            | 0            | 15       | 3      | 0           | 1          |
| D. Martinelli       | 17       | 0       | 7           | 1          | 3            | 0            | 1            | 0            | 20       | 0      | 8           | 1          |
| L. Nizzetto         | 39       | 4       | 10          | 0          | 2            | 1            | 0            | 0            | 41       | 5      | 10          | 0          |
| A. Feola            | 10       | 0       | 2           | 0          | 0            | 0            | 0            | 0            | 10       | 0      | 2           | 0          |
| G. Dolenti          | 1        | 0       | 0           | 0          | 0            | 0            | 0            | 0            | 1        | 0      | 0           | 0          |
| F. Lo Bue           | 4        | 0       | 1           | 0          | 0            | 0            | 0            | 0            | 4        | 0      | 1           | 0          |
| S. Gambino          | 29       | 2       | 4           | 0          | 2            | 0            | 0            | 0            | 31       | 2      | 4           | 0          |
| F. Finocchio        | 4        | 0       | 0           | 0          | 1            | 0            | 0            | 0            | 5        | 0      | 0           | 0          |
| R. D'Aiello         | 0        | 0       | 0           | 0          | 0            | 0            | 0            | 0            | 0        | 0      | 0           | 0          |
| S. Rizzato          | 42       | 1       | 3           | 0          | 2            | 0            | 1            | 0            | 44       | 1      | 4           | 0          |
| A. Iunco            | 26       | 2       | 5           | 0          | 1            | 0            | 0            | 0            | 27       | 2      | 5           | 0          |
| C. Terlizzi         | 36       | 1       | 6           | 1          | 1            | 0            | 1            | 0            | 37       | 1      | 7           | 1          |
| G. Vitale           | 2        | 0       | 0           | 0          | 1            | 0            | 0            | 0            | 3        | 0      | 0           | 0          |
| A. Raimondi         | 3        | 0       | 0           | 0          | 0            | 0            | 0            | 0            | 3        | 0      | 0           | 0          |
| M. Ferri            | 13       | 0       | 0           | 1          | 0            | 0            | 0            | 0            | 13       | 0      | 0           | 1          |
| A. Yaisien          | 2        | 0       | 0           | 0          | 0            | 0            | 0            | 0            | 2        | 0      | 0           | 0          |
| A. Pitasi           | 2        | 0       | 0           | 0          | 0            | 0            | 0            | 0            | 2        | 0      | 0           | 0          |

## Settore Giovanile

### Organigramma societario
Area direttiva
- Responsabile tecnico Settore giovanile: Mariano Gabriele
- Coordinatore tecnico Settore giovanile: Giacomo Filippi
- Segretario Settore Giovanile: Giuseppe D'Aguanno

Area tecnica
- Allenatore Primavera: Luigi Garzya
- Allenatore Allievi Nazionali: Giacomo Filippi dal 01/2014, Stefano Firicano fino al 01/2014
- Allenatore Giovanissimi Nazionali: Giuseppe Culcasi

Area sanitaria
- Medico Sociale: Ettore Tocco, Antonino Tartamella

### Piazzamenti
- Primavera
  - Campionato: 13º posto nel girone C
  - Coppa Italia: Turno preliminare